# Карапетян, Карл
Карл Гегам Карапетян (англ. Carl Gegham Karapetian; 17 июля 1932, Детройт — 25 июля 2019, Сарасота) — американский дирижёр.
Окончил Мичиганский университет. Во время Корейской войны служил дирижёром военного оркестра в армии США. По возвращении в США в конце 1950-х гг. возглавил Международный симфонический оркестр, объединивший музыкантов из приграничных городов Порт-Гурон (США) и Сарния (Канада). С 1961 г. совершенствовал своё мастерство в зальцбургском Моцартеуме и, частным образом, под руководством Герберта Караяна. В 1963 г. дебютировал в Европе с венским Тонкюнстлероркестром, исполнив перед двухтысячной аудиторией произведения Вольфганга Амадея Моцарта, Антонина Дворжака и Алана Ованеса.
В 1964—1968 гг. возглавлял Симфонический оркестр Гранд-Рапидс. Дирижировал оркестром, в том числе, в ходе гастрольных выступлений в Гранд-Рапидсе таких солистов, как Вэн Клайберн, Рената Тебальди и Вирджил Фокс. Впервые ввёл в репертуар оркестра произведения Альберто Хинастеры, Леонарда Бернстайна, Золтана Кодаи и др. В 1967 году дирижировал оперой Моцарта «Свадьба Фигаро» как первой постановкой Оперной ассоциации Западного Мичигана — с этого спектакля началась Опера Гранд-Рапидса. В 1969 г. музыкальный руководитель детройтской компании «Увертюра к опере» (англ. Overture to Opera), представлявшей слушателям в Детройте и окрестностях отрывки из избранных опер, — эта компания считается прародительницей сегодняшней Детройтской оперы.
В 1971 году был одним из претендентов на руководство Ричмондским симфоническим оркестром, но оркестранты и менеджеры в итоге выбрали Жака Утмана. В 1974—1978 гг. был первым руководителем симфонического оркестра в Палм-Бич.